# 埼玉県道182号高麗川停車場線
埼玉県道182号高麗川停車場線（さいたまけんどう182ごう こまがわていしゃじょうせん）は、埼玉県日高市内に設定されている県道である。

## 路線概要
- 起点：高麗川停車場
- 終点：埼玉県道30号飯能寄居線交点
- 総距離：62m

## 通過する自治体
- 埼玉県
  - 日高市

## 接続・交差する主な道路
- 埼玉県道30号飯能寄居線

## 沿線
- JR東日本八高線・川越線高麗川駅
- 飯能警察署日高交番（駅前交番）
- 高麗川郵便局
- 生鮮市場TOP